# NGC 518
NGC 518 é uma galáxia espiral (Sa) localizada na direcção da constelação de Pisces. Possui uma declinação de +09° 19' 51" e uma ascensão recta de 1 horas, 24 minutos e 17,7 segundos.
A galáxia NGC 518 foi descoberta em 17 de Dezembro de 1864 por Albert Marth.